# Зингер, Макс Эммануилович
Макс Эммануилович Зингер (1899—1960) — советский писатель-маринист, журналист, путешественник.

## Биография
Родился 30 марта 1899 года в Тамбове.
Рано осиротев, начал свой трудовой путь сначала репетитором, а затем в 1917 году — рабочим электростанции. Принимал участие в революционном движении в Тамбове в 1918 году.
Учился на архитектурном факультете Московского института гражданских инженеров, откуда ушёл с предпоследнего курса, втянувшись под влиянием О. Литовского в газетную работу.
В 1920—1930 годах работал корреспондентом газет «Известия» и «Правда», участвовал в арктических экспедициях на ледоколах «Ермак», «Красин», ледокольном пароходе «А. Сибиряков», ледорезе «Ф. Литке».
С 1932 года зимовал в районе Певека, откуда на оленях и собачьих упряжках совершил переход через полюс холода Верхоянск в Якутск.
С 1942 года — военный корреспондент на Северном флоте.
Умер 13 июня 1960 года в Москве, похоронен на Новодевичьем кладбище (колумбарий, 120 секция).

### Семья
- Жена — Зингер Анна Михайловна (1900—1972).
  - Сын — Зингер Евгений Максимович (27 июня 1926 года - 10 апреля 2023, Москва), гляциолог, главный специалист Института географии РАН.

## Творчество
М. Э. Зингер создал ряд произведений о героических буднях североморцев, полярниках, мурманских рыбаках: «Боевые орлы», «Патриоты наших морей» (1941), «Северный конвой» (1942), «Сердце матери» (1943), «С минрепом за кормой» (1958), «8000 часов под водой» (1961), «Ходили мы походами» (1966) и другие.
Также он — автор художественных биографий полярных летчиков С. А. Леваневского и П. Г. Головина, подводников М. И. Гаджиева, И. А. Колышкина и Я. К. Иосселиани.

## Награды
- Награждён орденами «Красная Звезда» и «Знак Почета», а также пятью медалями.